# マルクス・トゥッリウス・キケロ
マルクス・トゥッリウス・キケロ（ラテン語: Marcus Tullius Cicero, 紀元前106年1月3日 - 紀元前43年12月7日）は、共和政ローマ末期の政治家、弁護士、文筆家、哲学者である。名前はキケローとも表記される。カティリーナの陰謀から国家を救うなど活躍し、入ることを熱望していたオプティマテス寄りの論陣を張って、ガイウス・ユリウス・カエサルやオクタウィアヌスらを食い止めようと試みたが叶わなかった。
哲学者としてはラテン語でギリシア哲学を紹介し、プラトンの教えに従う懐疑主義的な新アカデメイア学派から出発しつつ、アリストテレスの教えに従う古アカデメイア学派の弁論術、修辞学を評価して自身が最も真実に近いと考える論証や学説を述べ、その著作『義務について』はラテン語の教科書として採用され広まり、ルネサンス期にはペトラルカに称賛され、エラスムス、モンテスキュー、カントなどに多大な影響を与えた。又、アリストテレスのトピックスに関して『構想論』『弁論家について』『トピカ』の三書を著し, 後のボエティウスによるその概念の確立に大きく貢献している。
キケロの名前に由来するイタリア語の「チチェローネ」という言葉は「案内人」を意味するが、ギリシア哲学の西洋世界への案内人として果たした多大な影響をよく物語っている。

## 生涯

### 出自
キケロは祖先に顕職者を持たない「ノウス・ホモ」としては異例の出世を遂げた。アルピヌムの出身で、トゥッリウス氏族の祖先はアルピヌムの王の一人であるという。アルピヌムは紀元前303年に投票権なき市民権を得ており、紀元前188年に完全なローマ市民権を付与された。キケロの生まれた頃には、マリウス氏族、グラティディウス氏族、そしてトゥッリウス氏族がこの街で最も有力な氏族となっており 、キケロの父の代からエクィテスの地位を得ていた。
キケロの祖父は紀元前115年にマルクス・アエミリウス・スカウルスに賞賛されたことがあり、キケロが10才の頃、家族と共にローマへ移り住んだ後、恐らくその伝手もあって、ルキウス・リキニウス・クラッスス、マルクス・アントニウス・オラトル、スカエウォラ・アウグル、スカエウォラ・ポンティフェクスといった当代一の雄弁家の従者として学ぶことができた。
キケロというコグノーメンは、「ヒヨコマメ（Cicer）」から来ているが、これは彼の祖先の鼻にイボがあったからだという。キケロは、若い頃に友人から「無名の家名（キケロ家）を避けた方がよい」とアドバイスを受けたが、「私自身の手で、キケロ家をスキピオ家やカトゥルス家より有名にしてみせる」と語ったという。キケロは幼い頃から負けず嫌いで、文筆活動や哲学は余興に過ぎず、政治に関わることこそが美徳であり、政治家として名を揚げることこそが本望であった。

### 青年期
17歳となったキケロは、紀元前89年の執政官グナエウス・ポンペイウス・ストラボの下で軍務に就き、翌紀元前88年にはルキウス・コルネリウス・スッラの下で従軍した。ポンペイウスの配下であった時、全く兵士に向いていないので陣地で留守番をさせられていたという。軍務を終えるとすぐに弁論の勉強を再開した。この頃、ポプラレスの英雄ガイウス・マリウスと組んでいた護民官、プブリウス・スルピキウス・ルフスの弁舌を徹底的に研究したと語っている。
ポントゥス王ミトリダテス6世によるギリシア侵攻を受け、スッラがインペリウムを得て第一次ミトリダテス戦争を始めると、アテナイから亡命してきたアカデメイアの学長、新アカデメイア派のラリッサのフィロンから徹底的懐疑主義を学ぶ。他にもエピクロス派のパイドロスや、ストア派のディオドトスらの影響を受け、弁論家ポセイドニオスも師の一人として名を挙げている。21才の頃、クセノポンの『家政論』をラテン語に翻訳したと語っている。また、この間に弁論に関する理論をまとめた『構想論（De inventione）』を書き上げていた。

#### 『構想論』（前91～87年）
キケロのレトリックに関する記述は7編残っているが、『構想論』はその最初の著作でもあり、キケロにとっての初めての著作でもある。キケロはレトリックを5つの部門に分けて考えており、これはその第1部門を取り扱う。キケロは弁論術をまず定義しているが、アリストテレスの影響が強く見受けられる。また弁論の取り扱う題材についても、アリストテレスの定義に従って、限定的な題材とし、それを「儀式弁論」「議会弁論」「法廷弁論」の三種に分類した。そしてレトリックの5つの段階を、「発見（構想）」「配置」「修辞」「暗記」「実演」とし、この著作ではその最初の構想段階を取り扱ったところで中断しており、そのため『構想論』と呼称されている。構想を立てることと題材を発見することは密接に関わっているため、『発見・構想論』とも訳される。

この芸術（弁論術）に誰よりも多くの支えと彩りを提供してくれたアリストテレスによれば、

弁論家の義務は、以下の主題に精通することであるという。

感情表現、審議、そして、裁判の3種である。
キケロ『構想論（De inventione）』1.5

### 弁護士デビュー
紀元前81年、25才で弁護士としての活動を始めたが、彼の師であったルキウス・クラッススは20才、後にライバルとなるクィントゥス・ホルテンシウス・ホルタルスは19才でデビューしており、あまり早いデビューとは言えなかった。「私は初めて私的な、そして公的な訴訟に関わることにした。それによって何かを得るためでなく、今まで得てきたものを試すために」。

#### 『プブリウス・クィンクティウス弁護』（前81年）
彼のデビュー戦は原告のプブリウス・クィンクティウス側に立っての占有を巡る民事訴訟であった。被告のセクストゥス・ナエウィウスは、ケンソル（監察官）経験者でもあったルキウス・マルキウス・ピリップスを後ろ盾にし、代理人として雄弁家のホルタルスが立ち、更に事前審理ではスッラの息のかかったプラエトル・ウルバヌス（首都法務官）のグナエウス・コルネリウス・ドラベッラがナエウィウス寄りの仮判決を下していた。しかしキケロはこれらの権威に果敢に立ち向かっていった。

この国において最も影響力のある二つのこと、

すなわち、最大の注目と最高の雄弁、この二つが、

今まさに、我々の前に敵として立ちはだかっている。

私は、それらに対して感嘆と恐れを禁じ得ない。

ホルテンシウスの雄弁さが、私をいささか怯ませているのは確かだ。

キケロ『プブリウス・クィンクティウス弁護（Pro P. Quinctio）』1

#### 『アメリアのロスキウス弁護』（前80年）
この訴訟で名を知られるようになったキケロは、ノビレス（上流階級）から刑事訴訟を依頼された。紀元前81年夏、アメリアの名士で、ローマ社会でも有力なカエキリウス・メテッルス家、スキピオ家、セルウィリウス氏族とも交友のあったセクストゥス・ロスキウスが殺害された。この容疑者として、翌紀元前80年に同名の息子が訴追され、その弁護に当たったのである。
親殺し（parricidium）は当時としては極刑に処される大罪であり、元老院議員から選出された審判人の心証はすこぶる悪い。そこでキケロは真犯人を作り出す作戦に出た。被害者は600万セステルティウスもの資産を所有していたが、それに目を付けた敵対的な親族が、当時終身独裁官であったスッラの側近で解放奴隷のクリュソゴヌスに知らせ、クリュソゴヌスが被害者をプロスクリプティオの名簿に入れることでその資産を安価に手に入れて親族に分け与え、更に父親を殺されてローマへ逃れた若きロスキウスに、父殺しの罪を着せたのだと決めつけ、幾度もこれはスッラとは無関係に行われたと強調しつつ攻撃した。
キケロが、雄弁家や指導者が身につけるべき教養、高い道徳性、良い人間性といった意味でギリシア語から作り出し好んで使った「フマニタス（humanitas）」が初めて出てくるのは、この弁護においてである。

さて、これはあくまで注意喚起のためであって、中傷とは受け取らないで欲しいのだが、

訴追人は生まれの不幸から、父親の子供に対する愛情を知ることが出来なかったのではあるが、

それでも、自然に備わった人間性を少なからず持ち合わせており（ut humanitatis non parum haberes）、

その上に努力して、学識をも身につけた訳だ。

キケロ『アメリアのロスキウス弁護（Pro Roscio Amerino）』45-46

キケロは、近年行われたプロスクリプティオによる粛清の嵐を審判人に思い起こさせ、それが多くの人々からフマニタスをも奪ってしまったと訴えた。そして、この裁判で無罪判決を出すことは、人間性を思い起こさせ、ひいては国家をも救うことになると主張した。被告のロスキウスは真面目な青年で、ローマ社会の名士が後ろについていた。それに対して訴追側は、その驕りからそもそも弁護の引き受け手はいないと考え、雑な法廷戦略をとっており、キケロはこの裁判で無罪を勝ち取った。更に彼は、衆人環視の中行われた裁判によってローマの上流階級の信頼をも勝ち取ったのである。

#### 東方遊学（前79～77年）
キケロは紀元前79年、資産家の娘テレンティアと結婚し、スッラによって市民権を剥奪されたと訴えられていたアッレティウムの女性の弁護で勝利するなど、しばらく弁護士として活動したが、体を壊してしまい、2年間休養を取った。弟クィントゥスやティトゥス・ポンポニウス・アッティクスらと共にギリシアに留学し、アテナイでラリッサのフィロンの弟子アスカロンのアンティオコスに学んだ。また、ロドスや小アシアも周り、エピクロス派のシドンのゼノンにも学んだ。なお、ポンポニウスは後にアテナイに移住し、キケロと幾度も書簡を交わす（『アッティクス宛書簡』）終生の友である。アンティオコスはフィロンらの懐疑主義を批判していたが、キケロはあまり同意できなかったようである。
紀元前78年にスッラは死去したが、キケロは遊学を続けた。この頃テレンティアとの間に娘トゥッリアが生まれている。プルタルコスはテレンティアを我の強い女性と描写しており、結婚は金のためであったというが、キケロは良き家庭人ではあったようである。

#### 『喜劇俳優クィントゥス・ロスキウス弁論』（前76年）
紀元前77年、キケロは再びローマへ戻ると弁護活動を再開した。しかし、上流階級を敵に回さないよう、訴追側には回らず弁護に終始した。紀元前76年には、喜劇役者クィントゥス・ロスキウスの民事訴訟で弁護している（『喜劇俳優クィントゥス・ロスキウス弁論 （pro Q. Roscio Comoedo）』）。

### クァエストル（前75年）

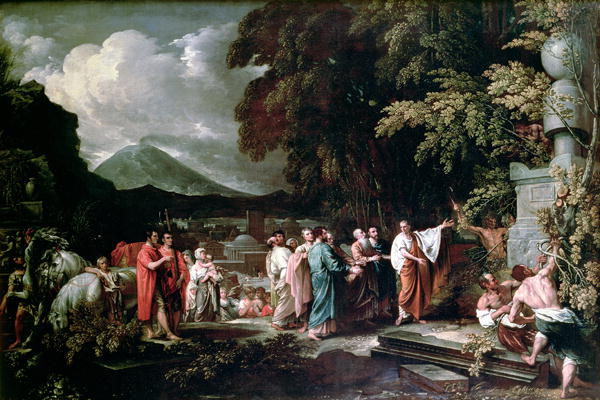
『アルキメデスの墓を発見したキケロと行政官』、"Cicero and the magistrates discovering the tomb of Archimedes."、アメリカ人画家ベンジャミン・ウエストによる1797年の作

30才になると、紀元前75年のクァエストル（財務官）に選出され、クルスス・ホノルムを登り始めた。彼のプロウィンキア（職能範囲）はシキリア属州リリュバエウム（現マルサーラ）で、シキリア担当プロプラエトル（元法務官）、セクストゥス・ペドゥカエウスの下で働いた。この時彼はシュラクサエを訪れ、打ち捨てられていたアルキメデスの墓を発見している。

### ウェッレス弾劾裁判（前70年）
紀元前70年、シキリア総督ガイウス・ウェッレスによる強要恐喝罪（de repetundis）を告発した。このときの弁論を加筆修正したものは、『ウェッレス弾劾演説』としてまとめられ、現在では、その当時の属州政治の内実を知るための貴重な資料となっている。

#### 背景
ウェッレスは紀元前74年のプラエトル・ウルバヌスで、翌紀元前73年から71年までの3年間、プロプラエトルとしてシキリアを担当していた。属州を担当したプロマギストラトゥス（元政務官）による搾取は当時よく見られたことではあるが、ウェッレスのそれは度を超えており、1年目は自身の蓄財のため、2年目は裁判の弁護士費用のため、3年目は審判人買収のため、と揶揄されたほどであった。そのため、シキリアの代表者が、元担当クァエストルであったキケロに告発代理人を頼んだのである。例えば、ウェッレスの統治した3年間で、シキリアのレオンティニではその搾取に耐えかねて、耕作者が84人から32人にまで減っている。
こうしたローマ人による搾取に対しては、紀元前149年の護民官、ルキウス・カルプルニウス・ピソ・フルギが、恐喝された金銭の返却請求法（Lex Calpurnia de repetundis）を成立させており、そのためのプラエトルが主宰する常設査問所（quaestio）が設置されていた。これはその当時はローマ市民権を持ったものだけが請求できたのだが、紀元前122年の護民官、ガイウス・センプロニウス・グラックスによって、外国人が直接訴えることができるように改変され、紀元前81年のコルネリウス法（Lex Cornelia de repetundis）でもその権利は残された。返還請求はまず民事として行われ、そこで被告が罪を認めた場合は直ちに損害賠償額の算定（litium aestimatio）に移るが、否定した場合には公訴事実を争うことになる。紀元前70年の1月、キケロはプラエトルのマニウス・アキリウス・グラブリオに訴訟を申請し、4000万セステルティウス（以下HS）を恐喝したとして査問所に被告の名が登録（nominis receptio）された。

#### 登場人物
- ルキウス・カエキリウス・メテッルス (紀元前68年の執政官)：前70年のシキリア担当プロプラエトル。ウェッレスの後任[50]。
- クィントゥス・カエキリウス・ニゲル：前72年の恐らくシキリア西部担当クァエストル。ウェッレスの配下[51]。
- マルクス・カエキリウス・メテッルス：前69年のプラエトル。恐喝罪査問所担当[52]。
- クィントゥス・カエキリウス・メテッルス・クレティクス：前69年の執政官[53]。
- クィントゥス・ホルテンシウス・ホルタルス：当代一の弁論家。前69年の執政官[53]。

#### 『カエキリウスとのディウィナティオ』
実はキケロが告発者に決まる前に一悶着あった。ウェッレスは自分の下でクァエストルを務めていたカエキリウス・ニゲルに強要恐喝罪で予め告発させていた。キケロも同じ罪で告発したため、どちらがより告発者としてふさわしいか、審判人による判定（Divinatio、神格化）が必要だった。その時行われたキケロの演説が、『カエキリウスとのディウィナティオ（Divinatio in Caecilium）』である。この演説では相手側弁護士のホルタルスが使ってくるであろう、「ジレンマ」を実演してみせ、それに対応できないカエキリウスの能力のなさを明らかにしつつ、自分ならホルタルスに対抗できることを見せつけることで、告発者として選ばれている。

仮にあなたが彼（ウェッレス）から損害を受けていたとして、

あなたは彼のクァエストルであったのだから、彼を告発しておいて自分は無罪だと言えるだろうか。

もしあなたがなんら損害を受けていないのなら、そもそも彼を告発する道理がない。
キケロ『カエキリウスとのディウィナティオ』60

#### ウェッレスの手口

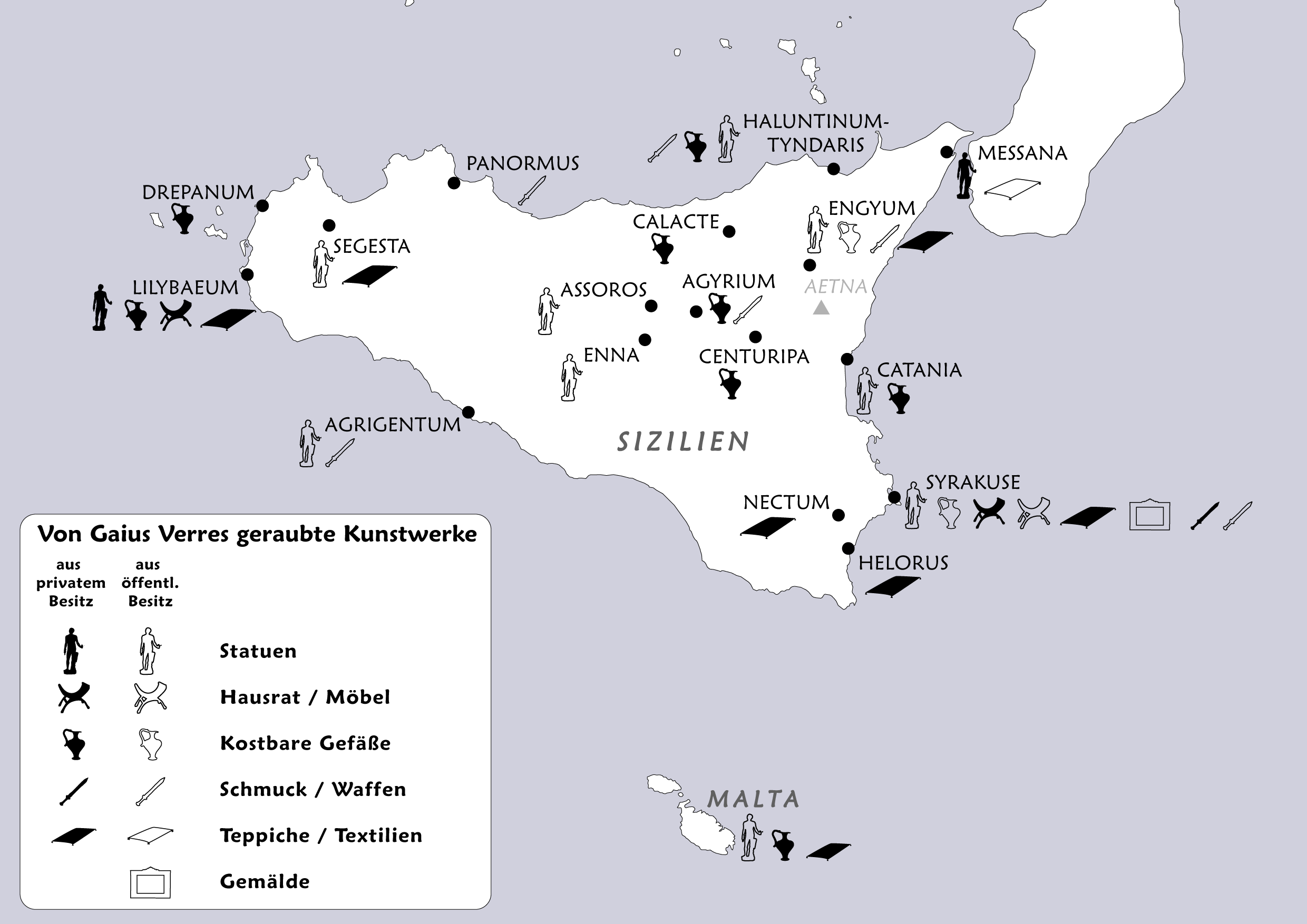
ウェッレスがシキリアで収奪した美術品の数々

シキリアの属州民には、十分の一税が課せられており、それに更に6％の税金、付加税、徴収請負人（publicani）の取り分が上乗せされた。更に放牧税や関税も徴収された。請負人はケンソルによる競争入札によって決定され、一般的には資産のあるエクィテス階級が請け負い、若干の経費を取ることは暗黙のうちに認められており、更に納税者にその義務を果たさせるため、高利で金を貸すこともできた。ウェッレスはこの徴税人と組んでいた。付加税だけでも3年間でおおよそ50万HSに上ったという。
シキリアで収穫される小麦は、収穫量の10％が強制的にローマに買い上げられた。それに更に追加の10％がローマに買い上げられる可能性があり、追加分には若干の価格上乗せがあった。しかしウェッレスはこの買い上げ代金から書記手数料（scribae）を差し引いた。追加分は指定の貯蔵庫へ届けることが指示されたが、納入する代わりに市価の3～4倍の現金で支払うことも認められていた。ウェッレスはわざと遠方に納入するよう命令し、現金で支払わせることで差額を懐に入れていた。他にも様々な脅迫を行い金銭を要求していたようである。
これらの実態調査に対して、ウェッレスの後任であるルキウス・カエキリウス・メテッルスの妨害が行われた。それにもかかわらず、キケロはかなり細かい数値やシキリアの住民の証言を弾劾演説に載せてウェッレスを追及している。これらの内容はある試算によれば、それほど実態とは乖離していないものと思われるが、キケロの表現にはかなりの誇張がみられる。ただ、それらの誇張や詭弁を差し引いても、シキリアの受けた非道な扱いや搾取については間違いないものと考えられている。

#### 双方の支持者
ウェッレスの弁護は知り合いであった当代一の弁論家、ホルタルスが請け負った。ホルタルスは翌前69年の執政官に当選した際、ウェッレスと抱き合って「おめでとう、これで君は無罪だ」と語りかけたことがキケロの友人によって目撃されている。また、ホルタルスの同僚執政官として当選したカエキリウス・メテッルス・クレティクスや、プラエトルとして当選したマルクス・カエキリウス・メテッルスに対して、ウェッレスが資金提供していたようである。
対するキケロには、グナエウス・ポンペイウスの支援があったと思われる。彼はこの前70年の執政官であったが、まだ34才であり、しかもプラエトル経験どころかクァエストル経験すらなく、本来の立候補要件を満たしていなかった。それにもかかわらず、この年、スッラによって大幅に削減されていた護民官権限の復活を約束し、民衆の支持と軍団による圧力によってマルクス・リキニウス・クラッススと共に執政官に就任していた。このため、民衆に向かって元老院の腐敗に立ち向かう姿勢をアピールする必要があり、また、ウェッレス側についたカエキリウス・メテッルス家出身の母を持つ、ルキウス・リキニウス・ルクッルスとの対立も影響していた。

#### 決着
ウェッレス側は、ホルタルスとメテッルス・クレティクスが執政官を務める翌前69年、マルクス・メテッルスが主宰する査問所での決着を狙ったが、裁判は前70年8月に行われた。8月5日から第一審理（actio prima）が始まり、原告側の主張や証拠の開示、証人尋問や弁護側との議論が行われた。裁判は少なくとも1日の休会（ccomperendinatio）を挟んで、第二審理（actio secunda）で最終弁論を行う。キケロの狙いはポンペイウスが主宰する祝祭（ludi votivi）が開催される8月16日までに決着をつけることであった。彼は証人を次々と出廷させ、ウェッレスに不利な証言を積み上げ、早々に有罪確実の流れを作り上げてしまったため、ウェッレスは亡命せざるを得なかった。ちなみに、ローマでは有罪が確定すると、情状酌量などの余地なく法定刑がストレートに適用される。そのため、極刑の場合には亡命が黙認されてはいた。プルタルコスによると、ホルタルスはなすすべなく、損害賠償額算定の段階になってやっと弁護したとしているが、恐らく第一審理でも弁護したはずである。ウェッレスの賠償額は300万HSに確定したとしており、キケロは賠償額を少なく見積もるために賄賂を受け取った疑いをかけられたとしているが、キケロは翌年のアエディリス（按察官）就任時に再起訴しないことを条件として、ウェッレスに有罪判決を受け入れさせた可能性も考えられる。
この勝利で、キケロは、当時名声を博していたホルタルスを落ち目に追いやることになった。この後しばらくして、本来この裁判でする予定だった弾劾演説の内容を公表したが、ウェッレスが特異であることを強調し、上流階級にも支持されるよう気を配っている。彼はこの演説で、過去の英雄と対比させるなど、幾度もフマニタスに欠ける（inhumanitas）とウェッレスを弾劾している。

マルケッルスは勝利したが、彼の人間性はローマに持ち去るよりも多くの美術品をシュラクサエに残した。

彼は公共の場所には戦利品を飾ったが、自分のためには何一つ持ち込まなかった。。。

彼は誰も手にかけず、シュラクサエに多くの優れたものを残したのだ。

キケロ『ウェッレス弾劾演説』2.4.121

### クルスス・ホノルム
一躍名声を上げたキケロは、紀元前69年のアエディリス・プレブス、紀元前66年のプラエトル（法務官）に選出される。どちらもトップ当選だった。プラエトルとしては、恐喝罪査問所を担当した。

このローマで、僕はガイウス・マケルの裁判を担当したんだが、

人々から今までにない程の支持を得られた。信じられない程だ。

個人的には寛大な処置を考えていたんだが、彼一人に感謝されるよりもはるかにお得だったよ。
キケロ『アッティクス宛書簡』1.4

この前年の紀元前67年、ポンペイウスに対して、地中海の海岸線から約75km以内を範囲とするプロコンスル待遇でのインペリウム付与法案（Lex Gabinia de bello piratico）が通過したが、この前66年、対ミトリダテス戦争の指揮権にまでその適用範囲を広げる法案（Lex Manilia de imperio Cn. Pompei）が提出された。これにはホルタルスら守旧派が弱々しい反対の声をあげたが、キケロは『マニリウス法について（De lege Manilia）』もしくは『グナエウス・ポンペイウスのインペリウムについて（De imperio Gn. Pompei）』という演説を行い、過去のポエニ戦争などの例を挙げて賛成した。

アシアで商売をしている人々の利益を考えて下さい。

彼らの中には多額の投資をしている者もいるのです。

こうした市民を不幸から守ることが、あなたの人間性にかなうことなのです。
キケロ『マニリウス法について』18

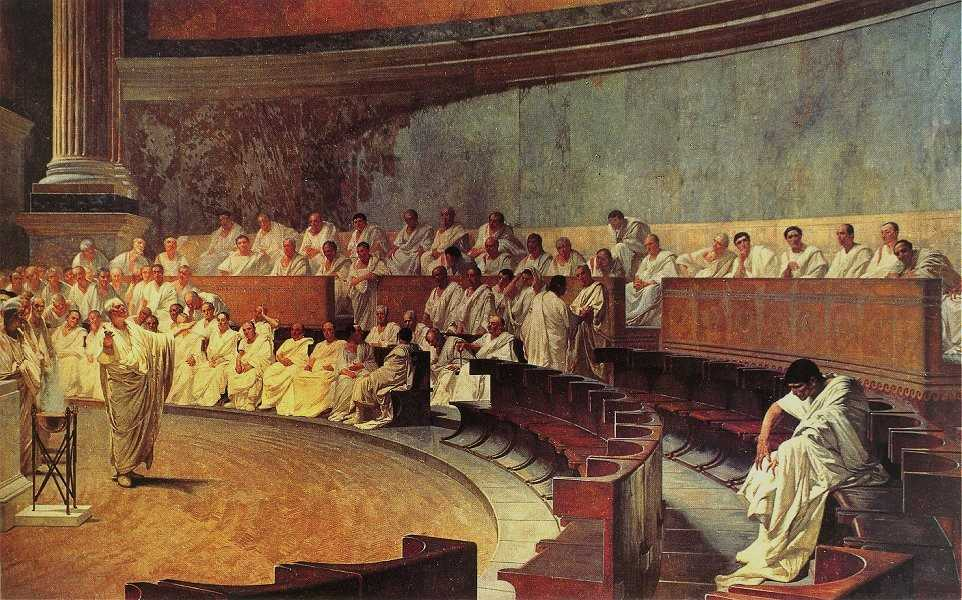
『カティリナ（右端）を追及するキケロ（左側手前）』、"Cicerone denuncia Catilina"、イタリア人画家チェーザレ・マッカリによる1888年の作

紀元前63年に執政官に就任した。執政官在任中に起きたルキウス・セルギウス・カティリナ一派による国家転覆未遂事件において、マルクス・ポルキウス・カトらの助力を得て、首謀者を死刑とする英断を下し、元老院から「祖国の父」(pater patriae) の称号を得る。

### 追放と政治的苦境
しかし、カティリナ一派を死刑にするというこの決断は、「ローマ市民は、市民による裁判を受けなければ、死刑に処されることはない」というローマの法に反したものであったため、越権行為であるという批判がなされた。その結果、紀元前58年、護民官に就任したプブリウス・クロディウス・プルケルの訴追によって、キケロは、ローマからの逃亡を余儀なくされる。
翌年、キケロ召還決議が可決したため、キケロは、ローマに凱旋帰国する。その後、グナエウス・ポンペイウス、ガイウス・ユリウス・カエサル、マルクス・リキニウス・クラッススによる第一回三頭政治に反対した。一方で「クロディウスがパトリキ出身でありながら護民官に就任したことは違法であり、クロディウスが護民官時期に行った施策は無効である」旨を表明したところ、カトはこれに激しく反発したため、カトとの仲が冷却化した。
紀元前51年から49年までの間、政情不安に陥っている小アジアのキリキア総督を拝命し、同地で内乱の処理に当たった。紀元前49年から始まったカエサル派とポンペイウスらの元老院派による内戦では、当初中立を保ったが、カエサルがヒスパニアで苦境に陥っていたことから、ポンペイウス側に身を投じた。元老院派は、日和見的なキケロの対応を白眼視して、重要な任務を与えなかった。そのため、キケロは、愛想のない顔で歩き回っては、元老院派陣営の空気を冷やすような冗談を提供した。
紀元前48年8月、元老院派がファルサルスの戦いで敗北すると、キケロは、マルクス・テレンティウス・ウァロらと共に元老院派を離脱した。その際、無責任で身勝手な対応に終始したため、カトの制止がなければ、キケロは、小ポンペイウスに殺害されるところであった。後にカエサルにより許されたが、以降は政治から離れて学問に専念し、アッティクスの協力も得て、数々の著作を世に送り出した。紀元前46年4月にウティカでカトが自害したため、キケロは、カトの生き様を誉め讃えた『カト』を発刊した。同時期にカエサルも『反カト』を発刊したが、共に現存していない。
キケロは、他の元老院議員たちとは違い、独裁者に変貌していくカエサルや共和政ローマの崩壊を目の当たりにして、不安を覚えていた。このことは、『アッティクス宛書簡集』などから読み取ることができる。

### アントニウスとの対決と暗殺

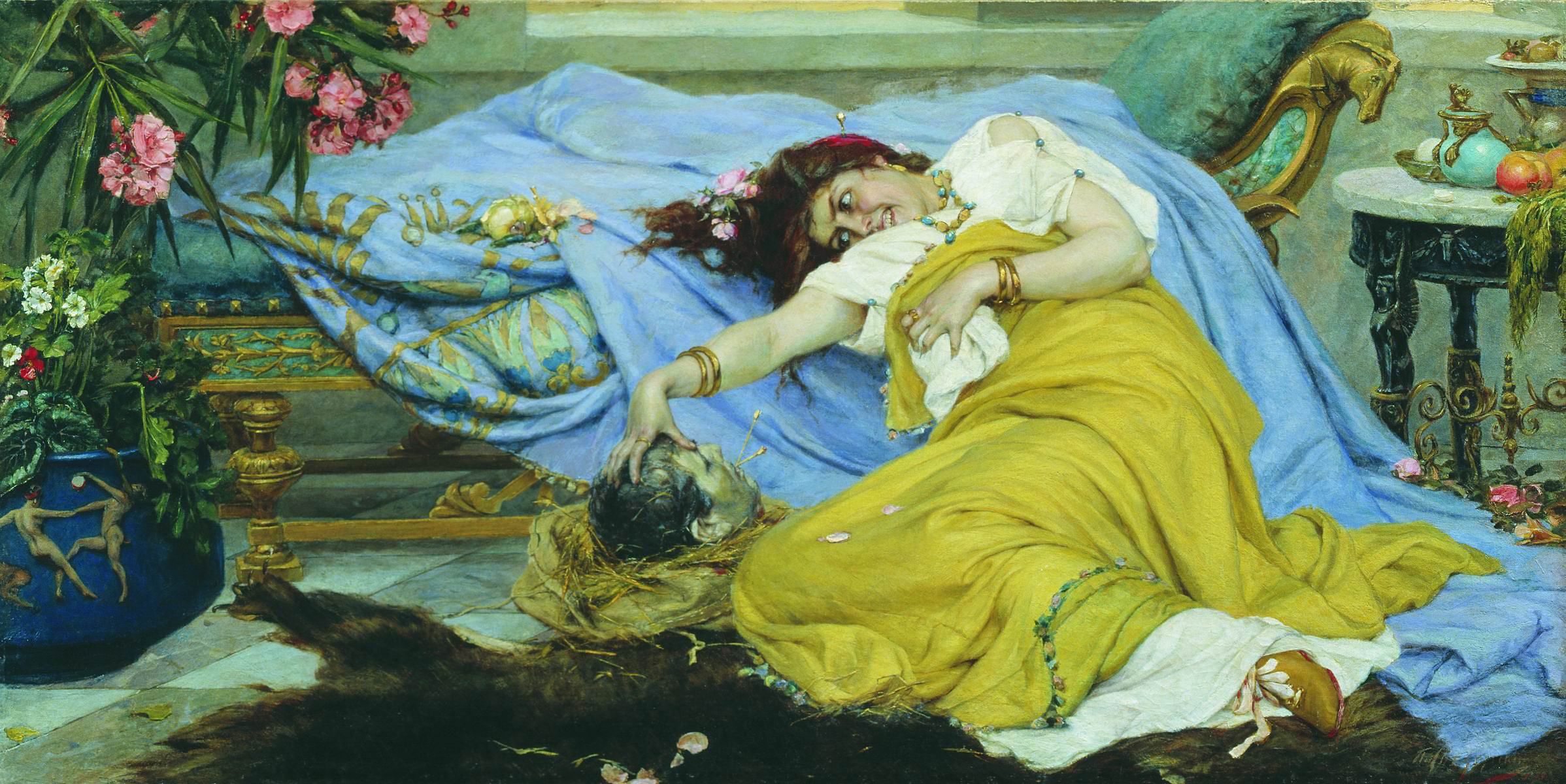
フルウィア (マルクス・アントニウスの妻)が処刑されたキケロの頭で遊ぶ様を描いた『フルウィアとキケロの頭』（パーヴェル・スヴェドムスキー画）

紀元前44年3月15日、カエサルが暗殺された。そのとき、キケロは、その事件に直接には関らなかったものの、暗殺者たちを支持しており、その数日後にブルトゥスなどの暗殺者との会談を行っている。カエサル暗殺後にカエサルの後継者に座ろうとするマルクス・アントニウスに対抗するため、当時平民だったオクタウィアヌスを政界に召喚し、彼の人気を後ろ盾に『フィリッピカ』と題する数次にわたるアントニウス弾劾演説を行う。
しかし、アントニウスとオクタウィアヌスの間に第二回三頭政治が成立したことにより、キケロは、失脚してしまう。キケロを亡き者にしたいというアントニウスの要求にオクタウィアヌスが屈するというかたちで、プロスクリプティオの名簿にキケロを公示した。そのため、ブルトゥスらが勢力を持っていたマケドニア属州へと向かったものの、紀元前43年12月7日、アントニウスの放った刺客により暗殺された。このとき、キケロの首だけでなく右手も切取られて、フォルム・ロマヌムに晒されることとなった。
紀元前30年、アントニウスは、アクティウムの海戦に敗れて自死した。このとき、キケロの息子マルクス・トゥッリウス・キケロ・ミノル（小キケロ）は、ローマの執政官であったが、アントニウスの一切の名誉を取り消し、アントニウス家の者は今後「マルクス」の名を使うことを禁ずることを可決した。

## キケロの政治構想

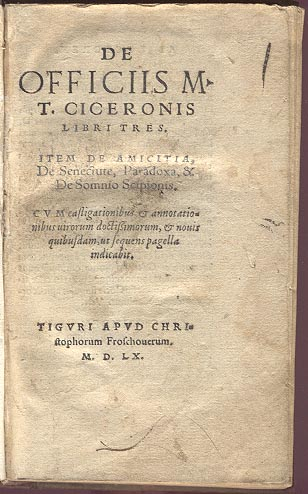
1560年発刊の『義務について』

キケロは、カエサルと並ぶラテン語散文の名手であり、その完成者といわれる。彼の著作は多岐にわたり、演説や書簡でも知られている。彼の文学者としての評価および政治思想家としての評価は定まっており、今日でも注目を浴び続けている。しかし、政治家としてはいくつかの欠点があり、その政治行動と業績については評価が分かれる。
キケロは、カエサルとは異なり、共和政の範囲内でローマ社会の改革を企てており、『国家について』『法律について』『義務について』の中で、第一人者（プリンケプス）の指導により元老院と平民との融和を図った。更に、ローマ法についてもギリシア哲学を基にして、今までの事例中心だったローマ法を体系的に再編成するなどの作業を通じ、共和政の中身を改革することを政治課題としていた。しかし、それが皮肉にもアウグストゥスによる元首政の構想に引き継がれることとなった。
キケロには、多くの弁論や演説が現存する。その中でも、反乱謀議のかどでカティリナを弾劾した元老院演説『カティリナ弾劾演説』は有名である。その他『国家について』『法律について』『友情について』『老年について』『神々の本性について』『占いについて』などがある。また、家族・友人に送った書簡も数多い。その思想は、当時ローマで主流だったストア哲学にローマの伝統的価値観を取り込んだ折衷的なものとして知られる。たとえば、『義務について』では、ストアの義務論を、賢人にのみ可能な善の実践としての義務と一般人にも可能な日常好ましいことの実践としての義務 (officium) の履行に換骨奪胎している。

## 後世の受容・評価
プルタルコスの『対比列伝』ではデモステネスと対比されており、キケロ自身もアントニウス弾劾の演説にデモステネスのピリッポス2世を弾劾したものと同じ『フィリッピカ（ピリッピカ）』と名付けた。
その後のキケロの思想を巡る歴史は、そのままヨーロッパの思想史を説明することにもなるほど、後世のヨーロッパに影響を与えた。聖ペテルスブルグ大学教授ツィーリンスキーによると、キリスト教中世期、ルネサンス期、啓蒙主義期の三つの時期に分けられる。

### キリスト教中世期
キケロは、もっぱら道徳哲学者として評価された。アウグスティヌスは、「キリスト教父としてのキケロー」の一面を持つとされる。

### ルネサンス期
14世紀イタリア人文主義、とりわけフランチェスコ・ペトラルカが賞揚して以来その文体はラテン文学の規範とされ、14世紀イタリアルネサンスは『アッティクス宛書簡集』に見られる作品と作者の内面のズレを発見したペトラルカを以て開始された。この時期のキケロはその人間性によって知られ、ペラトルカ、ダンテ、ボカッチオのルネサンス三大詩人を貫くルネサンス文芸の特質は全てキケロに負うとされる。15世紀には、キケロの文体はラテン語文体の典範とされ、キケロの文体だけを模倣する人文学者はキケロ主義者と呼ばれた。キケロ主義者と、キケロ以外にもラテン語の範を求めることを許す学者との間で再三論争が発生した。エラスムスは1528年『キケロ主義者』を出版し、痛烈にキケロ主義を批判したが、その後のヨーロッパではキケロ主義が勝利を収め、西欧の近代知識人に大きな影響を与えた。

### 啓蒙主義期
キケロは、フランス啓蒙主義、更にはフランス革命に至るまで、西欧における知識人たちにおける必読文献とされ、ニッコロ・マキャヴェッリ、フーゴー・グローティウスやシャルル・ド・モンテスキュー、ヴォルテールの思想にも大きな影響を与え、キケロを以て共和主義、民主主義の象徴とする動きが連綿と続いた。

### 衰退期
キケロに対する関心は、19世紀以降低下をはじめ、「大革命」のシンボルとしてキケロを重視していたフランスに対抗する形で、特に多くの領邦国家に分かれプロイセンを中心に王政を基礎とした統一国家の成立を目指していた当時のドイツにおいてニーブール、ヘーゲル等により共和制の守護者たるキケロは批判され、キケロと対立したカエサルの19世紀後半の熱烈な支持者であったモムゼンによってその批判は頂点を迎える。イギリス、フランスに遅れて発展し始めたドイツにおいて、絶対的かつ本質的なギリシア文化に対して、キケロが体現するローマ文化はその亜流に過ぎず、評価に値しないものとされ、このような傾向について、エライザ・メアリアン・バトラーは、『ドイツにおけるギリシアの暴虐』(1933）において示唆したため、ナチスの禁書目録に指定された。

### 現在
モムゼンの影響は20世紀にまでも及び、この影響からキケロを救い出そうとしたのは古典学者のハインツであり、20世紀半ばから、イギリス、フランス、アメリカ、ポーランド等でキケロに関する研究は地道に進められるようになり、20世紀におけるキケロの最大の評価者は、ハンナ・アーレントとホセ・オルテガ・イ・ガセットであるとされる。

### 日本
安土桃山時代、キリシタン版の一つとしてキケロの演説集が刊行された痕跡があり、セミナリヨ等のラテン語教材として使われていたと推定される。また、キケロの『神々の本性について』のストア派的自然神学が、ヴァリニャーノやゴメスらイエズス会士によって、日本人向けの神の存在証明として使われた。
近代以降20世紀末までは、林達夫がキケロを必読書として挙げ、日本語訳が岩波文庫等でわずかに出ていた程度で、本格的な研究書は存在しなかった。1999年以降、岩波書店から『キケロー選集』全16巻が刊行され、岩波文庫等で新訳も出て、研究書も徐々に増えている。

## 主な著作

### 弁論文

#### 弾劾
- 『ウェッレース弾劾（英語版）』
- 『カティリナ弾劾』
- 『アントニウス弾劾（英語版）』（フィリッピカ、ピリッピカ）

#### その他
- 『マニリウス法について（ポンペイウスの指揮権について）（英語版）』
- 『農地法について』（De Lege Agraria contra Rullum）
- 『腸卜師の回答について』（De Haruspicum Responsis）
- 『彼の家について』（De Domo Sua）
- 『元老院での帰還演説』（Post Reditum in Senatu）
- 『市民への帰還演説』（Post Reditum in Quirites）
- 『執政官の職能について』（De Provinciis Consularibus）

### 弁論術書
- 『構想論（発想論）（英語版）』
- 『弁論家について』
- 『ブルートゥス（英語版）』
- 『弁論家の最高種について』
- 『弁論家（英語版）』
- 『トピカ』（Topica）
- 『弁論術の部分列挙（英語版）』
- 『ヘレンニウスへ（英語版）』

### 哲学書

Opera omnia（『マルクス・トゥッリウス・キケロの現存する全作品』）1566年

- 『国家について』（紀元前54年～紀元前51年）全6巻の3分の1が現存。第6巻「スキピオの夢」が著名。
- 『法律について』（紀元前52年～紀元前51年）
- 『ストア派のパラドックス（英語版）』（紀元前46年）
- 『慰め（英語版）』（紀元前45年）
- 『ホルテンシウス』（同上）散逸
- 『善と悪の究極について（英語版）』（同上）全5巻。Lorem ipsumの原典。
- 『アカデミカ（英語版）』（同上）全2巻うち第1巻の4分の1及び第2巻が現存。『カトゥルス』と『ルクルス』が前身。
- 『トゥスクルム荘対談集』（同上）全5巻
- 『神々の本性について（英語版）』（同上）全3巻
- 『占いについて（英語版）』（紀元前44年）全2巻
- 『大カトー・老年について』（同上）
- 『ラエリウス・友情について』（同上）
- 『義務について』（同上）全3巻
- 『運命について（英語版）』（同上）未完

### 書簡集
- 『アッティクス宛書簡集（英語版）』
- 『縁者・友人宛書簡集（英語版）』
- 『弟クイントゥス宛書簡集（英語版）』
- 『ブルートゥス宛書簡集（英語版）』

## 日本語訳
- 『キケロー選集』 岩波書店（全16巻）、1999-2002年
  - 1.竹中康雄・宮城徳也・上村健二・久保田忠利 訳『法廷・政治弁論I : ロスキウス・アメリーヌス弁護 他』2001年。ISBN 9784000922517。
  - 2.谷栄一郎・小川正廣・宮城徳也・山沢孝至 訳『法廷・政治弁論II : ムーレーナ弁護 他』2000年。ISBN 9784000922524。
  - 3.小川正廣・根本英世・城江良和 訳『法廷・政治弁論III : カティリーナ弾劾、ピリッピカ(アントーニウス弾劾)』1999年。ISBN 9784000922531。
  - 4.岡, 道男、片山, 英男、久保, 正彰 ほか 編『法廷・政治弁論IV : ウェッレース弾劾』2001年。ISBN 9784000922548。
  - 5.大西英文・谷栄一郎・西村成雄 訳『法廷・政治弁論V : ウェッレース弾劾II』2001年。ISBN 9784000922555。
  - 6.片山英男 訳『修辞学I : 発想論ほか』2000年。ISBN 9784000922562。
  - 7.大西英文 訳『修辞学II : 弁論家について』1999年。ISBN 9784000922579。
  - 8.岡道男 訳『哲学I : 国家について、法律について』1999年。ISBN 9784000922586。
  - 9.中務哲郎・高橋宏幸 訳『哲学II : 大カトー・老年について、ラエリウス・友情について、義務について』1999年。ISBN 9784000922593。
  - 10.永田康昭・兼利琢也・岩崎務 訳『哲学III : 善と悪の究極について』2000年。ISBN 9784000922609。
  - 11.山下太郎・五之治昌比呂 訳『哲学IV : 神々の本性について、運命について』2000年。ISBN 9784000922616。
  - 12.木村健治・岩谷智 訳『哲学V : トゥスクルム荘対談集』2002年。ISBN 9784000922623。
  - 13.根本和子・川崎義和 訳『書簡I : アッティクス宛書簡集I』2000年。ISBN 9784000922630。
  - 14.高橋英海・大芝芳弘 訳『書簡II : アッティクス宛書簡集II』2001年。ISBN 9784000922647。
  - 15.高橋宏幸・五之治昌比呂・大西英文 訳『書簡III : 縁者・友人宛書簡集1』2002年。ISBN 9784000922654。
  - 16.大西英文・兼利琢也・根本和子 訳『書簡IV : 縁者・友人宛書簡集2』2002年。ISBN 9784000922661。

「選集」よりの文庫版
- 小川正廣・谷栄一郎・山沢孝至訳『キケロー弁論集』岩波文庫、2005年。ISBN 9784003361160。
- 大西英文訳『弁論家について 上』岩波文庫、2005年。ISBN 4003361148。
- 大西英文 訳『弁論家について 下』岩波文庫、2005年。ISBN 4003361156。
- 高橋宏幸 編『キケロー書簡集』岩波文庫、2006年。ISBN 9784003361177。[注釈 5]
- 中務哲郎訳『老年について』岩波文庫、2004年。ISBN 9784003361122。
  - 中務哲郎 訳『老年について』ワイド版岩波文庫、2005年。ISBN 400007251X。
- 中務哲郎訳『友情について』岩波文庫、2004年。ISBN 9784003361139。
- 岡道男訳『国家について　法律について』、講談社学術文庫、2025年。ISBN 9784065381342

その他
- 呉茂一・水谷九郎訳『友情について』岩波文庫、1941年。ISBN 400336113X。復刊1995年
- 吉田正通訳『老境について』岩波文庫、1950年。復刊1989年
  - 吉田正通訳『老境について』ワイド版岩波文庫、1994年。ISBN 978-4000071376。
- 大西英文訳『老年について 友情について』講談社〈講談社学術文庫〉、2019年。ISBN 978-4-06-514507-4。
- 八木誠一・八木綾子訳『老年の豊かさについて』法蔵館文庫、2019年。ISBN 9784831872487。元版・法蔵館、1999年
- 泉井久之助 訳『キケロー 義務について』岩波文庫、1961年。ISBN 9784003361115。復刊1983年、2000年
- 角南一郎 訳『キケロー 義務について』現代思潮社〈古典文庫〉、1974年。
  - 旧版『義務について』田中秀央・角南一郎共訳、関書院、1959年
- 『キケロ ; エピクテトス ; マルクス・アウレリウス』鹿野治助責任編集、中央公論社〈中公バックス 世界の名著〉、1984年。ISBN 4124006241。新装再刊（元版1968年）
  - 「スキピオの夢」水野有傭訳、63-82頁。
  - 「ストア派のパラドックス」水野有傭訳、83-122頁。
  - 「法律について」中村善也訳、123-228頁。
  - 「宿命について」水野有傭訳、229-270頁。
- 山下太郎『ラテン語を読む―キケロー「スキーピオーの夢」』ベレ出版、2017年。ISBN 9784860645106。
- 廣川洋一『キケロ『ホルテンシウス』　断片訳と構成案』岩波書店、2016年。ISBN 9784000611046。
- 吉原達也「キケロ『トピカ』 <飜訳>」『廣島法學』第34巻第2号、広島大学法学会、2010年、19-44頁、doi:10.15027/30453。